# Номерні знаки Іспанії

Іспанський номерний знак у форматі «1234 ABC»

Автомобільні номерні знаки Іспанії використовуються для реєстрації транспортних засобів у Іспанії. Вони використовуються для перевірки законності використання, наявності страхування та ідентифікації транспортних засобів.
Поєднання символів є серійним і не пов'язане з географічним розташуванням.

## Формат
Нині в Іспанії використовуюється формат номерного знака «L nnnn LLL», де:
- nnnn — серійний номер від 0000 до 9999;
- LLL — трилітерний код, який змінюється при кожному досягненні у серійному номені числа 9999. Приголосні B, C, D, F, G, J, K, L, M, N, P, R, S, T, V, W, X, Y і Z використовуються у 80 млн комбінацій.
- L — попередня літера використовується тільки на кольорових номерних знаках, які не присвоюються приватним транспортним засобам.

Чинний формат введений 18 вересня 2000 року, використовується в усіх провінціях.
Пластини номерних знаків мають біле тло та чорні символи, смугу ЄС ліворуч площини з ідентифікатором країни «E».

## Старі регіональні коди

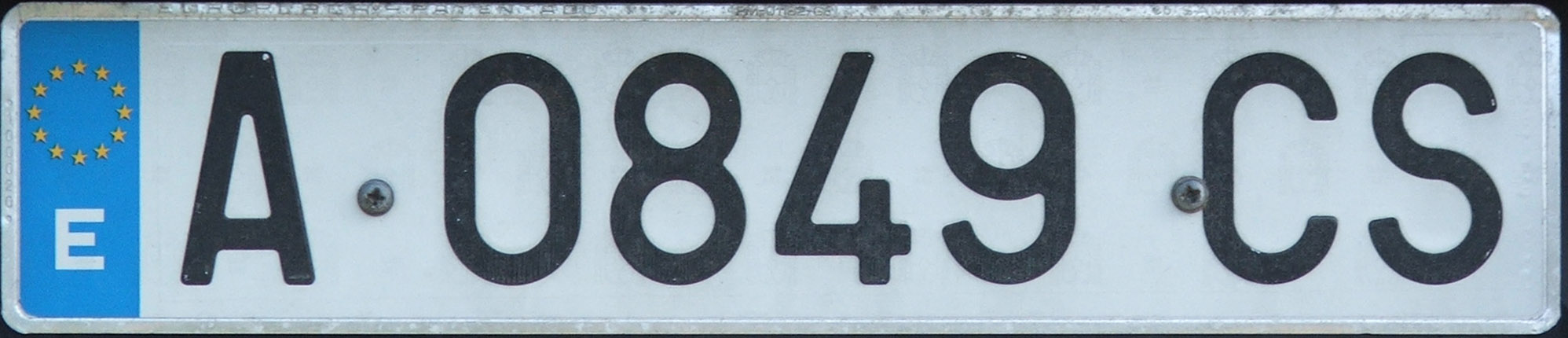
Номерний знак провінції Аліканте

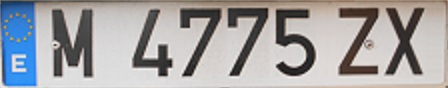
Номерний знак Мадрида останньої серії цього регіону

| Код | Регіон                     | Примітки                                                               |
| --- | -------------------------- | ---------------------------------------------------------------------- |
| A   | Аліканте                   |                                                                        |
| AB  | Альбасете                  | Від 1926 року                                                          |
| AL  | Альмерія                   |                                                                        |
| ALB | Альбасете                  | До 1926 року                                                           |
| AOE | Іспанська Західна Африка   | Замінено на SH                                                         |
| AV  | Авіла                      |                                                                        |
| B   | Барселона                  |                                                                        |
| BA  | Бадахос                    |                                                                        |
| BI  | Біскайя                    |                                                                        |
| BU  | Бургос                     |                                                                        |
| C   | Ла-Корунья                 |                                                                        |
| CA  | Кадіс                      |                                                                        |
| CAC | Касерес                    | До 1926 року, замінений на CC                                          |
| CAS | Кастельйон                 | До 1926 року, замінений на CS                                          |
| CC  | Касерес                    | До 1926 року CAC                                                       |
| CE  | Сеута                      | З 1922 року                                                            |
| CO  | Кордова                    |                                                                        |
| CR  | Сьюдад-Реаль               |                                                                        |
| CS  | Кастельйон                 | До 1926 року CAS                                                       |
| CU  | Куенка                     |                                                                        |
| FP  | Біоко                      | У 1961–1969 замінив TG                                                 |
| GC  | Лас-Пальмас (Гран Канарія) | З 1926 року, замінив TE                                                |
| GE  | Жирона                     | До 1992 року, заміниней на GI                                          |
| GI  | Жирона                     | з 1992 року, замінив GE                                                |
| GR  | Гранада                    |                                                                        |
| GU  | Гвадалахара                |                                                                        |
| H   | Уельва                     |                                                                        |
| HU  | Уеска                      |                                                                        |
| I   | Іфні                       | У 1951–1961 роках, замінений на IF                                     |
| IB  | Балеарські острови         | З 1997 року, замінив PM                                                |
| IF  | Іфні                       | У 1961–1969 роках, замінив I                                           |
| J   | Хаен                       |                                                                        |
| L   | Льєйда                     |                                                                        |
| LE  | Леон                       |                                                                        |
| LO  | Ла-Ріоха                   | Використовувався паралельно з LR                                       |
| LR  | Ла-Ріоха                   | Використовувався паралельно з LO                                       |
| LU  | Луго                       |                                                                        |
| M   | Мадрид                     |                                                                        |
| MA  | Малага                     |                                                                        |
| ME  | Іспанське Марокко          | Використовувався для Сеути і Мелільї, замінений на CE і ML в 1922 році |
| ML  | Мелілья                    |                                                                        |
| MU  | Мурсія                     |                                                                        |
| NA  | Наварра                    | З 1918 року, замінив PA                                                |
| O   | Астурія (Ов'єдо)           |                                                                        |
| OR  | Оренсе                     | До 1998 року, замінений на OU                                          |
| OU  | Оренсе                     | з 1998 року,замінив OR                                                 |
| P   | Паленсія                   |                                                                        |
| PA  | Наварра (Памплона)         | Замінений на NA у 1918 році                                            |
| PM  | Пальма-де-Майорка          | Замінений на IB у 1997 році                                            |
| PO  | Понтеведра                 |                                                                        |
| RM  | Ріо-Муні                   | До 1961–1969 років TG                                                  |
| S   | Кантабрія (Сантандер)      |                                                                        |
| SA  | Саламанка                  |                                                                        |
| SE  | Севілья                    |                                                                        |
| SEG | Сеговія                    | У 1926 році замінений на SG                                            |
| SG  | Сеговія                    | У 1926 році замінив SEG                                                |
| SH  | Іспанська Сахара           | Замінив AOE у 1976 році                                                |
| SO  | Сорія                      |                                                                        |
| SS  | Гіпускоа (Сан-Себастьян)   |                                                                        |
| T   | Таррагона                  |                                                                        |
| TE  | Канарські острови          | Замінив GC і TF у 1926 році                                            |
| TE  | Теруель                    | У 1926 році замінив TER                                                |
| TEG | Іспанська Гвінея           | У 1926 році замінений TG                                               |
| TER | Теруель                    | До 1926 року, замінений TE                                             |
| TF  | Санта-Крус-де-Тенерифе     | З 1926 року, замінив TE                                                |
| TG  | Іспанська Гвінея           | З 1926 року, замінив TEG                                               |
| TO  | Толедо                     |                                                                        |
| V   | Валенсія                   |                                                                        |
| VA  | Вальядолід                 |                                                                        |
| VI  | Алава (Віторія)            |                                                                        |
| Z   | Сарагоса                   |                                                                        |
| ZA  | Самора                     |                                                                        |

## Спеціальні номерні знаки

### State codes
Збережено стару систеу літерного коду.

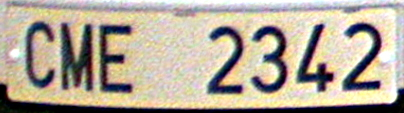
Поліцейський номерний знак

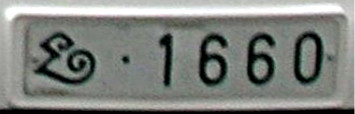
Поліцейський номерний знак

| Код   | Організація                             | Визначення                                       | Примітки                                                  |
| ----- | --------------------------------------- | ------------------------------------------------ | --------------------------------------------------------- |
| CME   | Cos dels Mossos d'Esquadra              | Корпус поліції Каталонії                         | Поліція Каталонії.                                        |
| DGP   | Dirección General de la Policía         | Національний корпус поліції                      |                                                           |
| CNP   | Cuerpo Nacional de Policía (since 2008) | Національний корпус поліції                      |                                                           |
| E     | Ertzaintza                              | Поліція Країни Басків                            | Код E на власному басконському стандарті номерного знака. |
| EA    | Ejército del Aire                       | ВПС Іспанії                                      |                                                           |
| ET    | Ejército de Tierra                      | Збройні сили Іспанії                             |                                                           |
| FAE   | Fuerzas Aliadas en España               | Об'єднані сили Іспанії                           | Штаб-квартира НАТО                                        |
| FN    | Fuerzas Navales / Armada                | ВМС Іспанії                                      |                                                           |
| GSH   | Gendarmería del Sahara                  | Іспанська колоніальна поліція Сахари             | Ліквідована.                                              |
| PGC   | Parque de la Guardia Civil              | Іспанська цивільна гвардія                       | Військова поліція, подібна до жандармерії.                |
| MF    | Ministerio de Fomento                   | Міністерство громадських робіт                   |                                                           |
| MMA   | Ministerio de Medio Ambiente            | Міністерство навколишнього середовища            |                                                           |
| MOP   | Ministerio de Obras Públicas            | Міністерство громадських робіт                   | Замінений на MF.                                          |
| PME   | Parque Móvil del Estado                 | Департамент державного автопарку                 |                                                           |
| PMM   | Parque Móvil del Ministerio             | Департамент державного автопарку як міністерство | Замінений на PME.                                         |
| Crown | Vehiculo del Rey                        | Королівський автомобіль                          | Особистий автомобіль короля на офіційних заходах.         |

### Дипломатичні

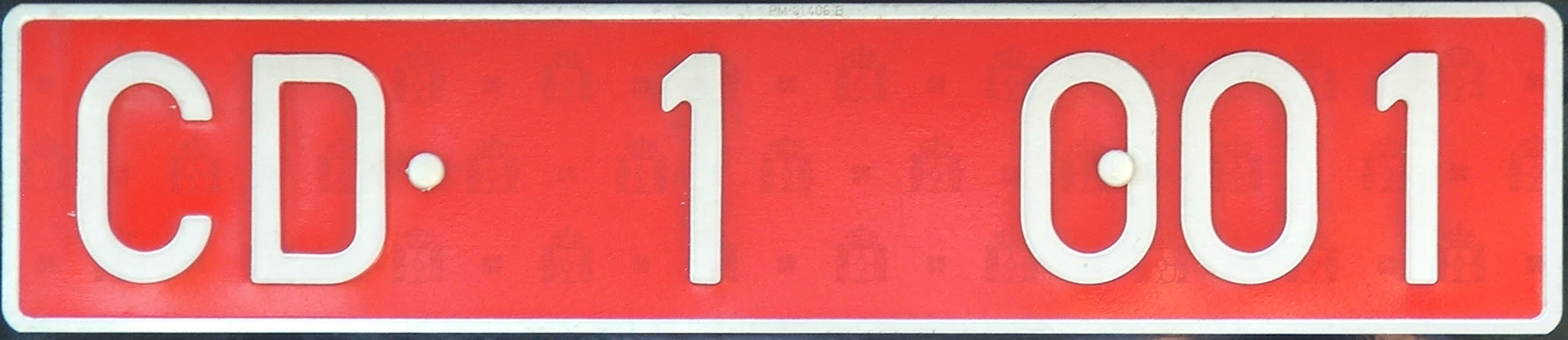
Посольський номер

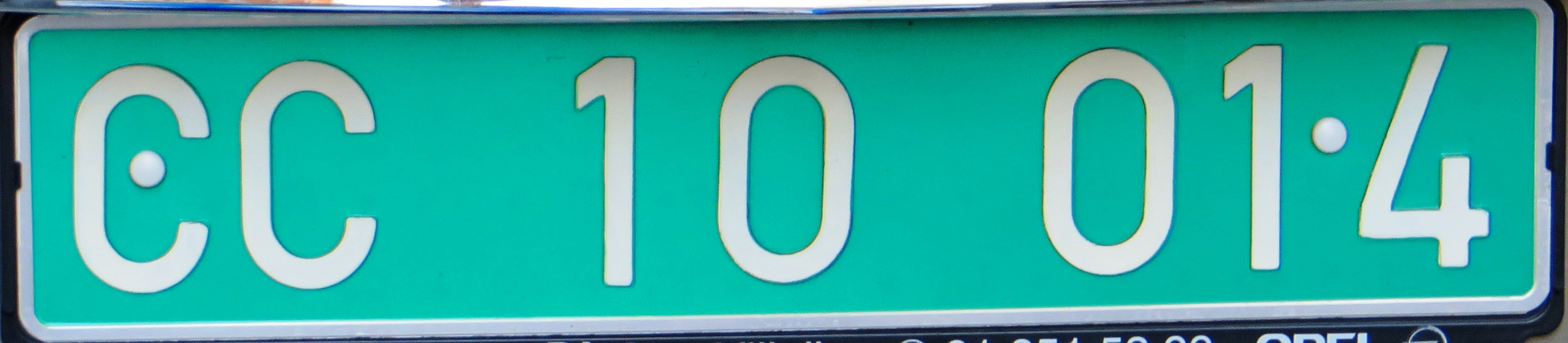
Консульський номер

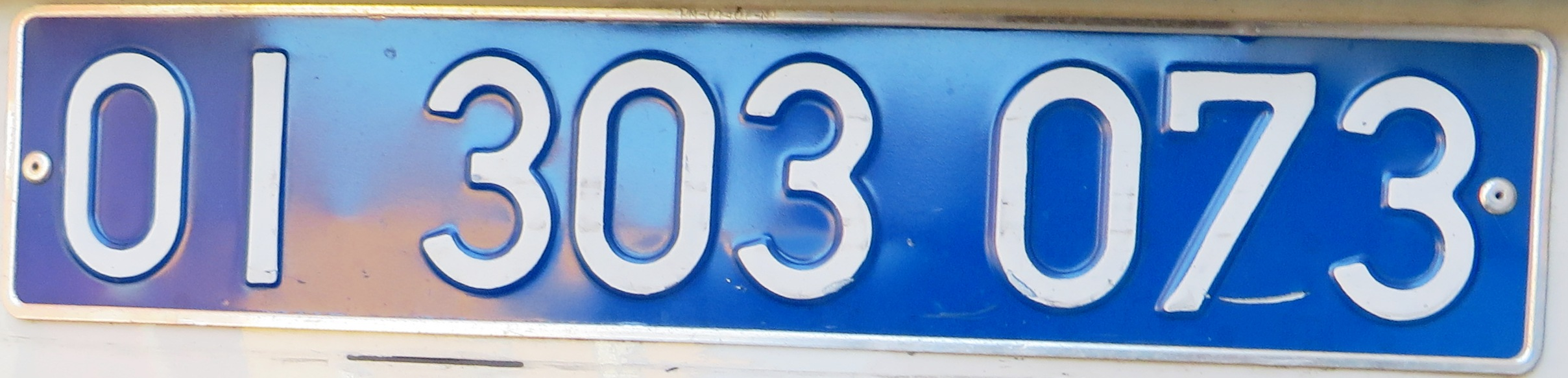
Загальний дипломатичний номер

Дипломатичні номерні знаки — червоні, жовті або сині і з літерним префіксом «CD» (червоний) для дипломатичних автомобілів, «CC» (зелений) для консульських автомобілів, «TA» (жовтий) для автомобілів персоналу дипломатичних місій або «OI» (синій) для автомобілів, що належать міжнародним організаціям.

### Кольорові
| Код | Призначення               | Кольори                    |
| --- | ------------------------- | -------------------------- |
| C   | Мопеди та мікроавтомобілі | Жовте тло, чорні символи   |
| E   | Сільськогосподарські      | Біле тло, червоні символи  |
| H   | Раритетні                 | Біле тло, чорні символи    |
| P   | Регіональні               | Зелене тло, білі символи   |
| R   | Причепи                   | Червоне тло, чорні символи |
| S   | Тимчасові                 | Червоне тло, білі символи  |
| T   | Туристичні                | Біле тло, чорні символи    |
| V   | Дилерські                 | Червоне тло, білі символи  |
| б/к | Таксі                     | Синє тло, білі символи     |

## Дипломатичні коди
| Код | Країна/організація | Код | Країна/організація       | Код | Країна/організація   | Код | Країна/організація        |
| --- | ------------------ | --- | ------------------------ | --- | -------------------- | --- | ------------------------- |
| 01  | Ватикан            | 35  | Екваторіальна Гвінея     | 69  | Швеція               | 144 | Україна                   |
| 02  | Німеччина          | 36  | Гаїті                    | 70  | Швейцарія            | 145 | Північна Македонія        |
| 03  | Саудівська Аравія  | 37  | Гондурас                 | 71  | Таїланд              | 148 | Естонія                   |
| 04  | Алжир              | 38  | Угорщина                 | 72  | Туніс                | 150 | Міжнародна оливкова рада  |
| 05  | Аргентина          | 39  | Індія                    | 73  | Туреччина            | 151 | ?                         |
| 06  | Австралія          | 40  | Індонезія                | 74  | Росія                | 152 | ВТО                       |
| 07  | Австрія            | 41  | Ірак                     | 75  | Уругвай              | 153 | Єврокомісія/Європарламент |
| 08  | Бельгія            | 42  | Іран                     | 76  | Венесуела            | 154 | ?                         |
| 09  | Болівія            | 43  | Ірландія                 | 77  | Сербія               | 155 | Арабська ліга             |
| 10  | Бразилія           | 44  | Італія                   | 78  | ДР Конго             | 156 | ?                         |
| 11  | Болгарія           | 45  | Японія                   | 80  | Словаччина           | 157 | OEI                       |
| 12  | Камерун            | 46  | Йорданія                 | 81  | Катар                | 159 | МОП                       |
| 13  | Канада             | 47  | Кувейт                   | 82  | Хорватія             | 160 | ICCAT                     |
| 14  | Колумбія           | 48  | Ліван                    | 83  | Ізраїль              | 163 | УВКБ ООН                  |
| 15  | Південна Корея     | 49  | Лівія                    | 84  | Малайзія             | 164 | Іберо-Америка             |
| 16  | Кот-д'Івуар        | 50  | Марокко                  | 85  | Ангола               | 165 | ?                         |
| 17  | Коста-Рика         | 51  | Мавританія               | 86  | Люксембург           | 200 | Палестина                 |
| 18  | Куба               | 52  | Мексика                  | 88  | Бангладеш            | 303 | ?                         |
| 19  | Чехія              | 53  | Нікарагуа                | 93  | Гамбія               | 304 | ЄКА                       |
| 20  | Чилі               | 54  | Нігерія                  | 96  | Гвінея               | 310 | ?                         |
| 21  | КНР                | 55  | Норвегія                 | 101 | Мальта               | 311 | КМЮ ІА                    |
| 22  | Данія              | 56  | Мальта                   | 104 | Нова Зеландія        | 400 | Кенія                     |
| 23  | Еквадор            | 57  | Нідерланди               | 107 | Сенегал              | 405 | Судан                     |
| 24  | Єгипет             | 58  | Пакистан                 | 118 | Ємен                 | 406 | Афганістан                |
| 25  | Сальвадор          | 59  | Панама                   | 122 | В'єтнам              | 410 | Молдова                   |
| 26  | ОАЕ                | 60  | Парагвай                 | 124 | Кабо-Верде           | 411 | Мозамбік                  |
| 27  | США                | 61  | Перу                     | 128 | Албанія              | 414 | Узбекистан                |
| 28  | Філіппіни          | 62  | Польща                   | 131 | Литва                | 415 | Вірменія                  |
| 29  | Фінляндія          | 63  | Португалія               | 132 | Латвія               | 419 | Азербайджан               |
| 30  | Франція            | 64  | Казахстан                | 133 | Словенія             |     |                           |
| 31  | Габон              | 65  | Домініканська Республіка | 135 | Грузія               |     |                           |
| 32  | Велика Британія    | 66  | Румунія                  | 140 | Андорра              |     |                           |
| 33  | Греція             | 67  | Сирія                    | 142 | Боснія і Герцеговина |     |                           |
| 34  | Гватемала          | 68  | ПАР                      | 143 | Гана                 |     |                           |